# Stefan Murr
Stefan Murr (Bad Tölz, 25 de abril de 1976) es un actor alemán.

## Biografía
Hijo de un funcionario y una contadora y nacido en la pequeña localidad de Bad Tölz ubicada entre Múnich y la frontera con Austria, Steffan Murr pasó su infancia en esta localidad deseando ser piloto de carreras. Un sueño que cambió cuando, tras una exitosa representación teatral escolar de las brujas de Salem de Arthur Miller en la que el joven Murr recibió buenos halagos por su interpretación sobre el escenario, la idea cambió bruscamente, tanto para él como para su familia, que también lo animó para que pudiera estudiar interpretación. Una vez finalizada la secundaria, se mudó a la capital donde estudió arte dramático en la escuela Otto-Falkenberg desde 1997 hasta el año 2000. Durante su formación, pudo actuar en el Teatro de Cámara de Múnich y el Teatro del Príncipe Regente de Múnich. Su primer gran desafío fue durante el Festival Luisenburg, unas jornadas de teatro al aire libre que se celebran anualmente en la localidad de Wunsiedel, representando la obra como gustéis del dramaturgo inglés William Shakespeare cosechando una buena crítica que le llevó a representar más obras de Shakespeare, esta vez, en el Münchner Volkstheater de Múnich con obras como Ricardo III y sueño de una noche de verano.
De las representaciones teatrales más clásicas en el Münchner Volkstheater, dio el salto al cine, abarcando una gran cantidad de roles y, entre todos ellos, predominando los personajes problemáticos. A lo largo de su carrera, participó en numeros series de televisión alemanas, epecialmente del canal público ZDF, así como películas para televisión.

## Obras

### Películas
- 2001: Die Jacobi-Verschwörung
- 2001: Und morgen Italien
- 2002: Der Komödienstadel - 's Brezenbusserl
- 2002: So schnell Du kannst
- 2004: Herzsolo
- 2004: Amerikaner mit Zuckerguss
- 2005: Karten lügen nicht
- 2005: Der Prämienstier
- 2005: In einem anderen Leben
- 2006: Die Maibaumwache
- 2006: Kurhotel Alpenglück
- 2007: Komödienstadel - Alles fest im Griff
- 2008: Baching
- 2009: Die Drachen besiegen
- 2009: Glenn Miller & Sauschwanzl
- 2009: Die göttliche Sophie
- 2010: Der Komödienstadel: Die Doktorfalle
- 2010: Komödienstadel - Duttenfeiler
- 2011: Stadtgeflüster - Sex nach Fünf
- 2011: Die Samenhändlerin
- 2012: Ein Sommer im Elsass
- 2012: Das Leben ist ein Bauernhof
- 2013: 24 Milchkühe und kein Mann
- 2014: Schluß! Aus! Amen!
- 2014: Der Komödienstadel: Wenn's lafft, dann lafft's
- 2014: Stock links: Die Kabarett-WG
- 2015: Meine allerschlimmste Freundin
- 2015: Ein Sommer in Masuren
- 2015: Mein Schwiegervater, der Stinkstiefel
- 2016: Katie Fforde - Du und ich
- 2018: Flucht durchs Höllental

### Series
- 2002: Café Meineid
- 2002: SOKO München (2002-2013)
- 2006: Schoolgirls
- 2007: Die Rosenheim-Cops (2007-2016)
- 2008: SOKO Kitzbühel (2008-2012)
- 2009: Utta Danella
- 2009: Die Bergretter
- 2009: Auf dem Nockherberg (2009-2011)
- 2010: Der Bergdoktor (2010-2017)
- 2011: Franzi
- 2011: Der alte (2011-2015)
- 2012: Tatort (2012-2014)
- 2012: Die Garmisch-Cops
- 2012: Heiter bis tödlich - Fuchs und Gans
- 2012: Inga Lindström
- 2013: Forsthaus Falkenau
- 2013: Kommissarin Lucas
- 2014: Herzensbrecher
- 2015: Bettys Diagnose
- 2016: Marie fängt Feuer
- 2017: Die Lebenden und die Toten
- 2017: Das Verschwinden
- 2018: Servus Baby
- 2019: SOKO Donau
- 2019: Akte Lansing